# Cerkiew Świętej Trójcy w Tarnogrodzie
Cerkiew Świętej Trójcy  (znana też pod wezwaniem św. Jerzego) – prawosławna cerkiew parafialna w Tarnogrodzie. Należy do dekanatu Zamość diecezji lubelsko-chełmskiej Polskiego Autokefalicznego Kościoła Prawosławnego.
Cerkiew prawosławna w Tarnogrodzie powstała w pierwszych latach po lokacji miasta, w końcu lat 60. XVI w. Według różnych źródeł świątynia pozostawała prawosławna do 1772, lub tylko do połowy XVII w., następnie przeszła do Kościoła unickiego. Była to budowla drewniana, jednokopułowa, z wolno stojącą dzwonnicą. Na przełomie lat 60. i 70. XIX w. lub na początku lat 70. XIX w. z funduszu rządowego przeznaczonego na budowę nowych cerkwi unickich w Tarnogrodzie powstała nowa murowana cerkiew, która do dziś pełni funkcję prawosławnej świątyni parafialnej. Obecnie wyznanie budowla przyjęła w 1875 po likwidacji unickiej diecezji chełmskiej. 
Zamknięta w 1915 wskutek wyjazdu prawosławnych na bieżeństwo, cerkiew została oficjalnie otwarta ponownie w 1921 i przez całe dwudziestolecie międzywojenne była siedzibą parafii. Działała także w czasie II wojny światowej. Cerkiew pozostała otwarta w 1946 jako jedna z nielicznych prawosławnych placówek duszpasterskich na Lubelszczyźnie po wywózkach ludności ukraińskiej wyznania prawosławnego do ZSRR. Była czynna także po Akcji „Wisła”. 
Cerkiew jest ośrodkiem kultu świętego mnicha-wyznawcy Leoncjusza, kanonizowanego w 1999 przez Rosyjski Kościół Prawosławny, urodzonego w Tarnogrodzie. Szczególną czcią jest w niej otaczana również Tarnogrodzka Ikona Matki Bożej.
Świątynia mieści się w centralnej części miejscowości (Śródmieście), na zachód od rynku, przy ulicy Cerkiewnej, na wzniesieniu, przy drodze prowadzącej do Bukowiny.

## Historia

### Pierwsze cerkwie w Tarnogrodzie
Pierwsza cerkiew w Tarnogrodzie powstała w latach 1567–1569. W akcie lokacyjnym miejscowości z 1567 zawarta została wzmianka o uposażeniu prawosławnej świątyni, podobnie zresztą jak kościoła katolickiego, który został zbudowany w tym samym czasie. Dla parafii prawosławnej król Zygmunt II August, wystawiając akt lokacyjny, przeznaczył pół łanu. Pierwsza pisemna wzmianka o czynnej świątyni pochodzi z 1591.
Cerkiew prawdopodobnie spłonęła w 1645, gdy pożar zniszczył także świątynię katolicką. Według innego źródła pożar cerkwi miał miejsce przed wymienioną datą, zaś w 1645 miało miejsce odnowienie obiektu. Jeszcze inni badacze twierdzą, że świątynia została zniszczona w czasie najazdu tatarskiego w latach 1622–1623 i odbudowana dwadzieścia lat później. 
Cerkiew w Tarnogrodzie z pewnością pozostawała przy prawosławiu przez kilkanaście lat po unii brzeskiej, tj. do śmierci biskupa przemyskiego Michała Kopysteńskiego, który aktu unijnego nie podpisał. Po śmierci hierarchy przywilej na katedrę przemyską otrzymał unita Aleksander Oleksowicz Krupecki, podczas gdy prawosławna szlachta domagała się mianowania ordynariuszem Jana Chłopeckiego, który zachowywał wyznanie prawosławne. Rywalizacja o zarząd eparchii trwała w latach 1610–1652, w okresie tym poszczególne parafie same decydowały o tym, którego biskupa pragną uważać za swojego zwierzchnika. Zachowane dokumenty z 1652 pozwalają domniemywać, że najpóźniej w tym roku cerkiew tarnogrodzka przyłączyła się do Kościoła unickiego. Mimo to w 1694 Tarnogród został wymieniony jako siedziba jednego z dekanatów prawosławnej eparchii przemyskiej. Według Mariana Bendzy miejscowa parafia uznawała tę jurysdykcję do 1772, zaś unię przyjęła w 1773.
Cerkiew tarnogrodzka była świątynią drewnianą. Opis z 1763 informuje, iż posiadała jedną kopułę i pięć ołtarzy, poświęconych Deesis, Chrystusowi Zbawicielowi, Trójcy Świętej, Najświętszej Maryi Pannie oraz św. Mikołajowi. W sąsiedztwie cerkwi, od wschodu, przy murze otaczającym teren świątynny, znajdowała się dzwonnica z trzema dzwonami.
W 1773 tarnogrodzka cerkiew została odnowiona po raz kolejny i przetrwała do początku XIX w., gdy zastąpiono ją nową świątynią, również drewnianą. Remonty świątyni były finansowane z datków wiernych, gdyż jej kolatorzy nie wykazywali w tym zakresie dostatecznej inicjatywy. W 1785 należała ona do parafii liczącej 785 wiernych. W XVIII w. tarnogrodzka cerkiew była ośrodkiem kultu ikony Matki Bożej, uważanej za cudotwórczą
W 1819 z posług unickiej parafii tarnogrodzkiej korzystało 1819 wiernych, dziesięć lat później – 1417. Według danych z 1840 unicka cerkiew w Tarnogrodzie służyła 1168 parafianom (według innego szacunku – tylko 900), a jej filia działała w Luchowie. Od 1824 do 1866 była siedzibą dekanatu. Przyczyną spadku liczby katolików obrządku bizantyjskiego mogło być przyjmowanie przez nich obrządku łacińskiego. W latach bezpośrednio poprzedzających wybuch powstania styczniowego w Tarnogrodzie pozostało jedynie ok. 800 unitów.

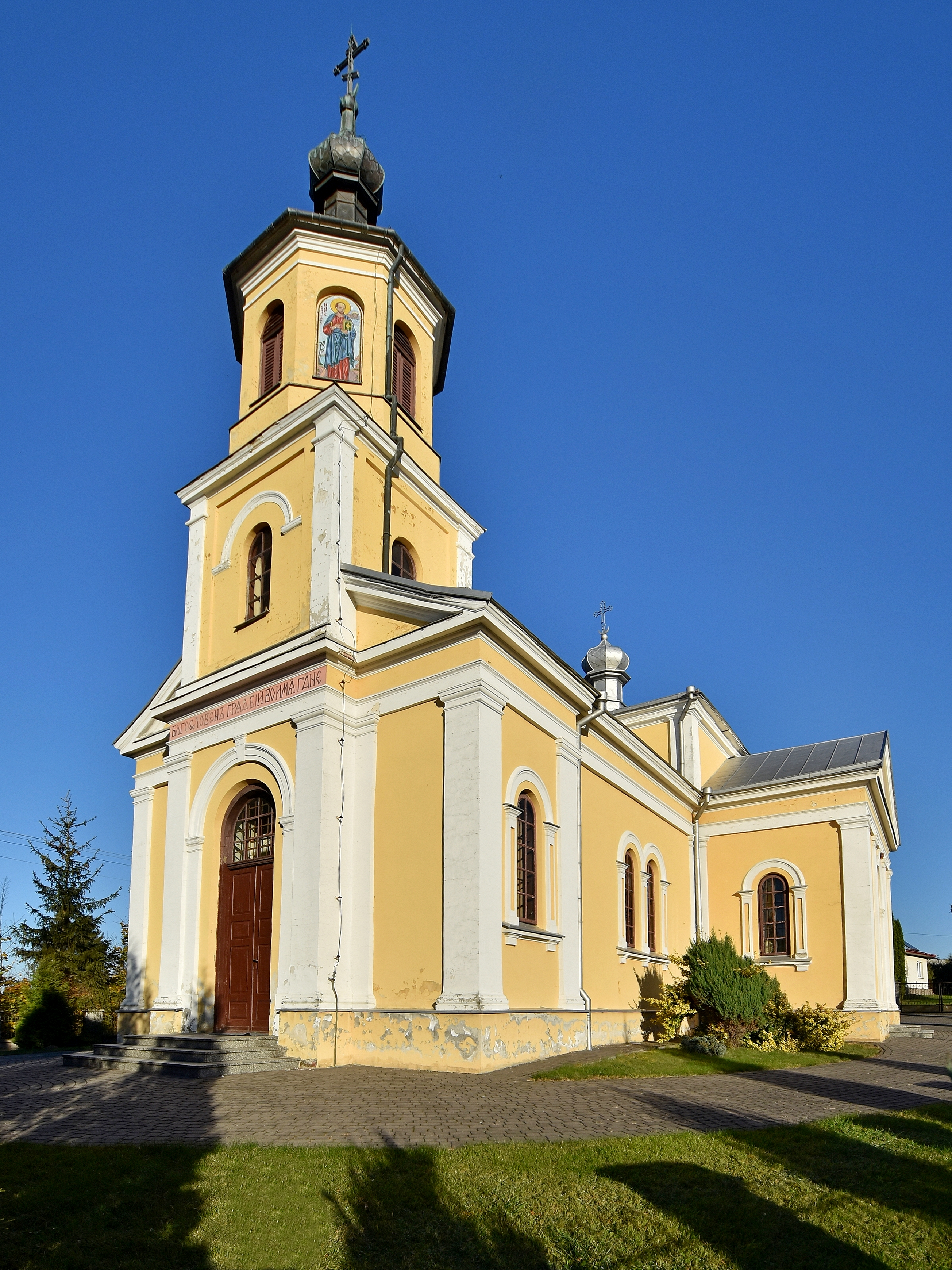
Elewacja frontowa
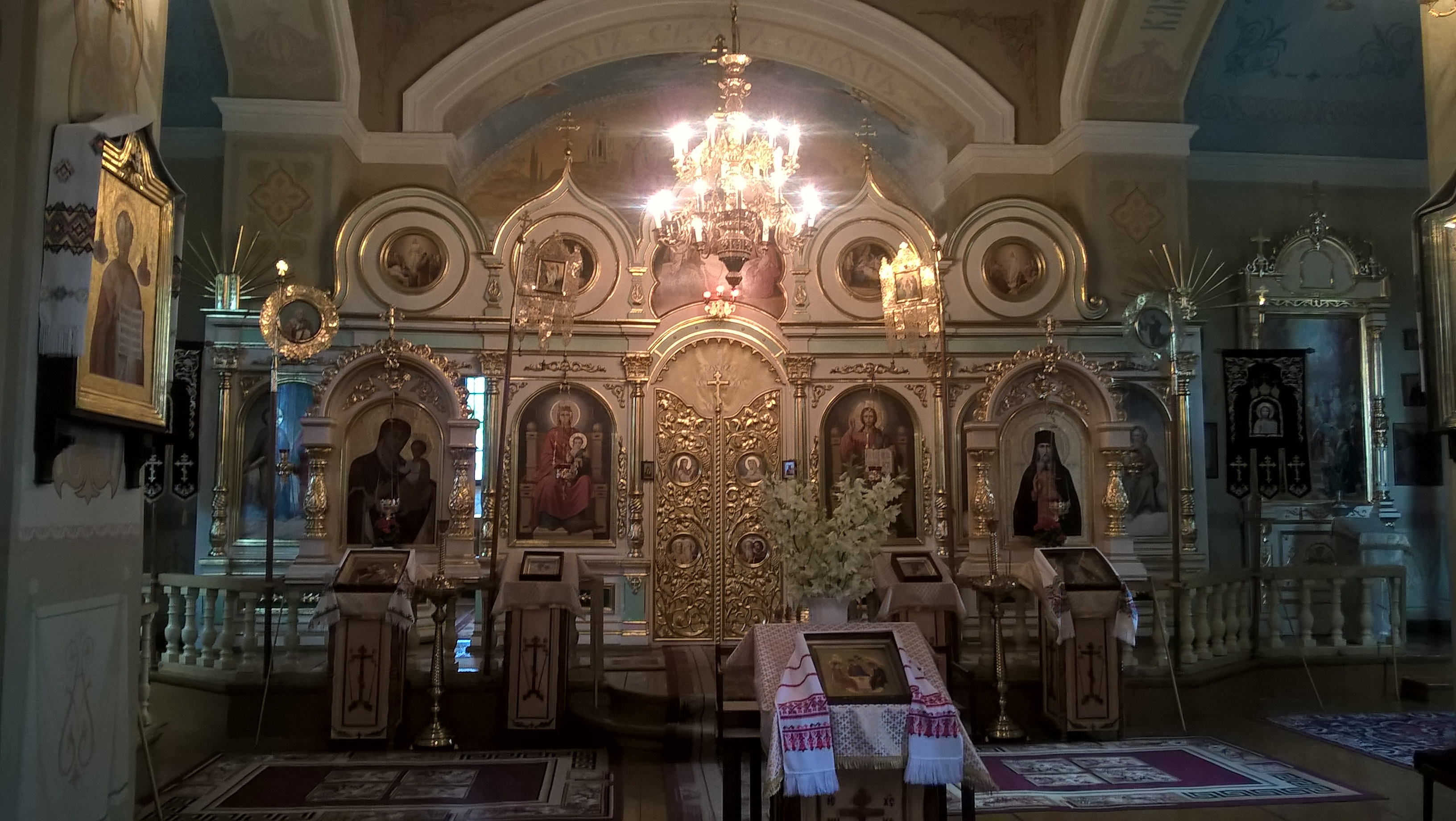
Wnętrze
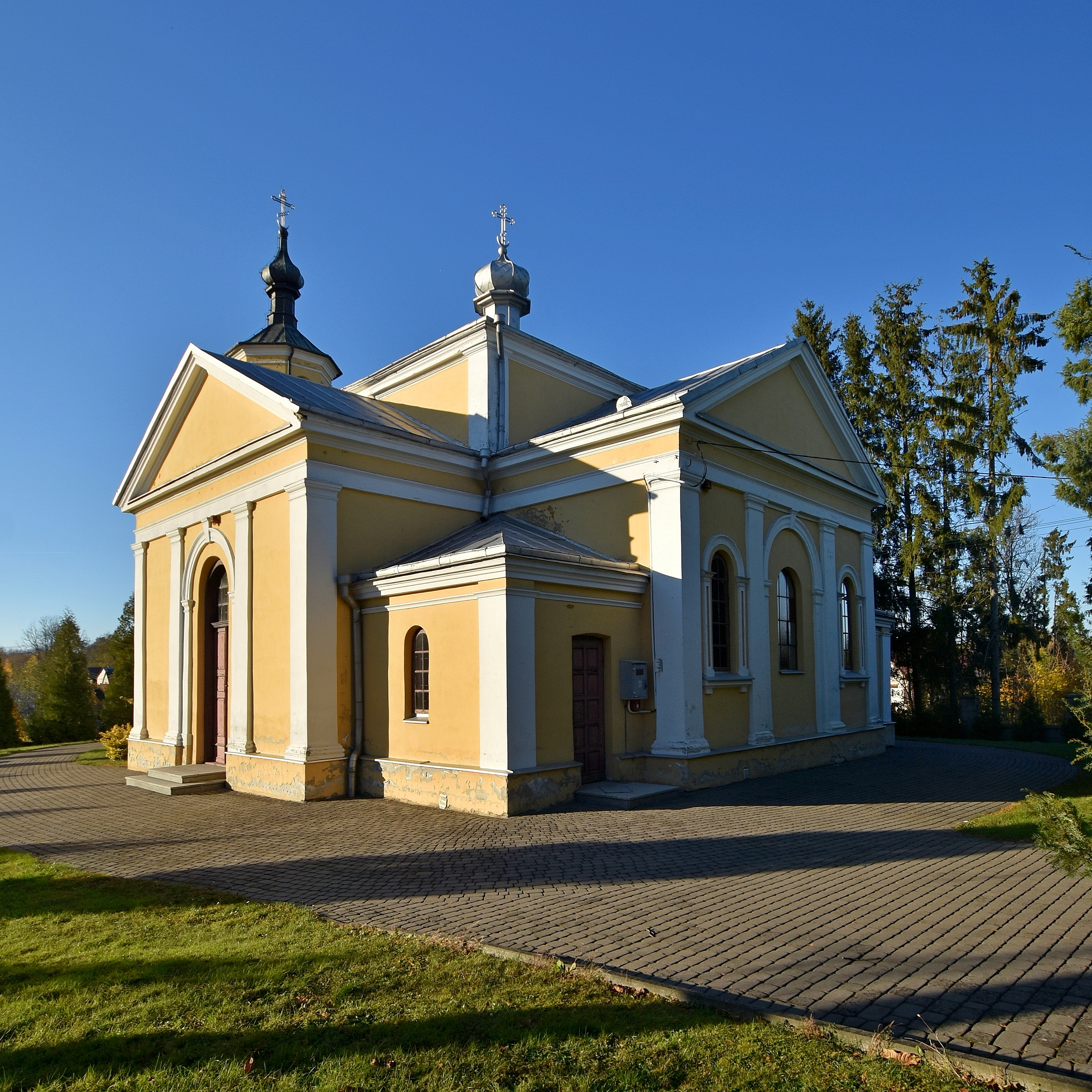
Widok od strony prezbiterium

### Budowa nowej cerkwi prawosławnej
W latach 50. XIX w. 94 unitów tarnogrodzkich przyjęło prawosławie, jako przyczynę tej decyzji podaje się niechęć do partycypowania w kosztach odbudowy unickiej plebanii. W 1856 prawosławni mieszkańcy Tarnogrodu prosili Ordynację Zamojską o pomoc przy budowie cerkwi, na co sami nie mieli funduszy. Uzyskali jednak odpowiedź odmowną. W 1860 inicjatywę budowy poparł cywilny gubernator lubelski. On też wskazał jako miejsce pod budowę świątyni pusty plac po katolickim kościele Świętego Ducha, który – w złym stanie – przetrwał do 1790, kiedy to proboszcz katolickiej parafii tarnogrodzkiej sprzedał go osobie prywatnej, a ta dokonała jego rozbiórki. Budowa cerkwi zakończyła się jeszcze przed powstaniem styczniowym. Tym samym Tarnogród stał się jednym z ośrodków prawosławia w regionie jeszcze przed administracyjną likwidacją unickiej diecezji chełmskiej w 1875. Konsekracja nowej cerkwi miała jednak miejsce dopiero w 1872. Dokonał jej biskup chełmski i warszawski Flawian.

### Budowa i funkcjonowanie cerkwi w Imperium Rosyjskim
Współcześnie istniejąca cerkiew została zbudowana według różnych źródeł w latach 1868–1872, 1871–1872 lub 1870–1875. Budowę finansował Skarb Państwa ze specjalnego funduszu przeznaczonego na wznoszenie unickich świątyń, część środków przekazali także miejscowi parafianie. Zlokalizowano ją nie na miejscu starszej świątyni, lecz na wzgórzu naprzeciw niej. W ten sposób unicka, a następnie prawosławna placówka duszpasterska mogła przez pewien czas korzystać z dwóch obiektów sakralnych.
Cerkiew w Tarnogrodzie powstała w okresie, gdy państwo rosyjskie finansowało wznoszenie nowych świątyń unickich na ziemi chełmskiej, by przyczynić się do wytworzenia się u miejscowych unitów rosyjskiej świadomości narodowej. Przy wznoszeniu tych obiektów sakralnych zwracano szczególną uwagę na obecność w ich architekturze wyraźnych elementów o proweniencji wschodniosłowiańskiej. Z reguły budowano je na planie krzyża, wyraźnie wyodrębniając trzy części cerkwi: przedsionek, nawę i pomieszczenie ołtarzowe.
Unicka cerkiew w Tarnogrodzie przeszła na własność Rosyjskiego Kościoła Prawosławnego wskutek likwidacji unickiej diecezji chełmskiej w 1875. Po pewnym czasie, w końcu stulecia, prawosławna świątynia wzniesiona po 1860 została rozebrana i parafia tego wyznania korzystała już tylko z obiektu pounickiego. W 1884 z cerkwi korzystały 1143 osoby, w 1900 – 1268, w 1905 – 1349. W 1911 parafia liczyła 1128 osób.

### W niepodległej Polsce
W 1921 starostwo biłgorajskie planowało otwarcie w powiecie biłgorajskim (zamieszkiwanym przez 16 714 osób wyznania prawosławnego, tj. 18,4% ogółu mieszkańców) trzech cerkwi, w tym także świątyni w Tarnogrodzie. Cerkiew w Tarnogrodzie miała służyć parafii liczącej 5764 osoby; wszystkie cerkwie znajdujące się we wsiach wokół miasta zostały zamknięte. Od 1923 cerkiew była siedzibą dekanatu biłgorajskiego (w samym Biłgoraju parafia prawosławna nie wznowiła działalności) diecezji warszawsko-chełmskiej.
27 września 1937 cerkiew w Tarnogrodzie wizytował biskup lubelski Sawa. Jako jedna z nielicznych prawosławnych placówek duszpasterskich na Lubelszczyźnie świątynia pozostała czynna po 1946 tj. po wysiedleniu ludności ukraińskiej wyznania prawosławnego do ZSRR oraz w ramach Akcji „Wisła”. Liczbę wiernych w parafii tarnogrodzkiej szacowano wówczas na 340 osób. Według innego źródła w Tarnogrodzie pozostało tylko stu prawosławnych. Świątynia została oddana do użytku liturgicznego mimo starań Starostwa Powiatowego w Biłgoraju, które pragnęło zaadaptować budynek na szkołę powszechną, jak również mimo faktu, że władze Polskiego Autokefalicznego Kościoła Prawosławnego były gotowe z niej zrezygnować. Po zakończeniu wywózek cerkiew w Tarnogrodzie była siedzibą jednej z 10 parafii prawosławnych na Lubelszczyźnie, a równocześnie jedną z czterech czynnych świątyń w dekanacie lubelskim diecezji warszawsko-bielskiej.
W 1946 wymagała gruntownego remontu. Do cerkwi przeniesiono w kolejnych latach niektóre ikony z dawnych (przekazanych Kościołowi katolickiemu) cerkwi w Biłgoraju, Babicach i w Majdanie Księżpolskim. W 1967 odnowiono dach świątyni i doprowadzono do niej energię elektryczną. W 1968 odnowiono wnętrze obiektu. W 1969 liczbę wiernych uczęszczających do świątyni szacowano nawet na 600 osób.
Dalsze remonty przeprowadzono w latach 80. XX wieku: w 1980 wyremontowano elewację zewnętrzną świątyni, trzy lata później wzniesiono wokół niej kamienno-metalowe ogrodzenie. W końcu XX w. parafia tarnogrodzka liczyła 240 wiernych. Dzięki staraniom proboszcza, ks. Włodzimierza Klimuka, w latach 1995–1999 prowadzono remont generalny świątyni, natomiast w latach 2002–2003 w jej wnętrzu wykonano nową polichromię i rozbudowano ikonostas.
W 2008 w świątyni ponownie została wystawiona dla kultu Tarnogrodzka Ikona Matki Bożej – wizerunek powstały najprawdopodobniej w XVI stuleciu, zaginiony w czasie wywózek Ukraińców z Chełmszczyzny, odnaleziony w 2008 i poddany po tej dacie niezbędnym pracom konserwatorskim.
Cerkiew została wpisana do rejestru zabytków 11 października 1979 pod nr A/1313.

## Architektura
Cerkiew została zbudowana na planie krzyża. Środkowa część krzyża jest wyższa, przekryta czteropołaciowym dachem namiotowym, ponad którym wznosi się ośmioboczna sygnaturka zwieńczona niewielką cebulastą kopułą. Nad prostokątnymi bocznymi ramionami krzyża znajdują się dachy dwuspadowe. Trójdzielne pomieszczenie ołtarzowe jest prosto zamknięte. Dzwonnica cerkiewna usytuowana jest nad przedsionkiem świątyni. Wieżę tę wieńczy druga cebulasta kopuła. Z zewnątrz budynek zdobiony jest klasycystycznym detalem.
We wnętrzu cerkwi znajduje się ikonostas z II poł. XIX w., rozbudowany w latach 2002–2003. W tym samym czasie powstała polichromia zdobiąca świątynię. Świątynia może pomieścić 350 osób.
W sąsiedztwie świątyni znajdują się trzy nagrobki duchownych prawosławnych oraz dwie mogiły dzieci kapłanów służących w cerkwi. Na terenie obiektu, za prezbiterium, znajduje się również metalowy krzyż prawosławny. Cmentarza dla wiernych nigdy przy świątyni nie było – pochówki prawosławne od XIX w. odbywają się na nekropolii poza miastem, przy drodze do Biszczy.

## Postacie związane z cerkwią
Z Tarnogrodu pochodził prawosławny święty mnich wyznawca Leoncjusz (Stasiewicz), kanonizowany w 1999 w Rosyjskim Kościele Prawosławnym. Od 2000 w cerkwi tarnogrodzkiej znajduje się jego ikona, jednak kult świętego w Polskim Autokefalicznym Kościele Prawosławnym (jako Leoncjusza z Tarnogrodu) pojawił się w 2008. W wymienionym roku cerkiew w Tarnogrodzie otrzymała z miejscowości Michajłowskoje, gdzie duchowny spędził ostatnie lata życia, ikonę z cząsteczką jego relikwii. W 2010 arcybiskup lubelski i chełmski Abel ustanowił ku jego czci lokalne święto, obchodzone w Tarnogrodzie 11 listopada.
Proboszczem parafii tarnogrodzkiej był w 1922 ks. Konstanty Siemaszko, późniejszy prawosławny biskup brasławski i zastępca prawosławnego ordynariusza polowego Polskich Sił Zbrojnych na Zachodzie.